# Бурі-Північ
Бурі-Північ — офшорне газоконденсатне родовище в лівійському секторі Середземного моря (колишня ліцензійна ділянка NC41).

## Характеристика
У травні 2015 року компанія Eni спорудила за 140 км від узбережжя західної Лівії розвідувальну свердловину A1-1/1, закладену в районі з глибиною моря 125 метрів за 20 км на північ від гігантського нафтового родовища Бурі («структура B-NC41»). Вона перетнула газоконденсатний поклад у карбонатах еоценової формації Metlaoui, показавши на тестуванні результат 1340 барелів нафтового еквівалента на добу. За розрахунками, дебіт свердловини у продуктивній конфігурації має становити 3000 барелів нафтового еквівалента на добу.
Станом на початок 2017 року за розташованою північніше від Бурі «структурою D» (D-NC41) числились ресурси в обсязі 113 млрд м3 газу.